# Anything (The Calling)
Anything è il terzo singolo estratto dall'album Two del gruppo alternative rock statunitense The Calling. Si tratta dell'ultimo singolo pubblicato dal gruppo prima dello scioglimento avvenuto nel 2005.

## Classifiche
| Classifica (2004)       | Posizione massima |
| ----------------------- | ----------------- |
| Paesi Bassi             | 100               |
| Stati Uniti (adult pop) | 23                |